# Place de la Nation
A Place de la Nation (anteriormente conhecida como Place du Trône, e posteriormente como Place du Trône-Renversé) é uma praça circular situada à oeste de Paris, entre a Praça da Bastilha e a Bois de Vincennes, ao longo de uma parte dos arrondissements 11 e 12. Mais conhecida por ter tido uma das guilhotinas mais ativas durante a Revolução Francesa, esta praça foi renomeada para Place de la Nation em 14 de julho de 1880. Possui uma grande escultura de bronze chamada de 'Triunfo da República', em seus arredores há lojas e um jardim de flores.